# Vago (banda argentina)
Vago (a veces estilizado como V.A.G.O.) fue una banda de heavy metal argentina formada en 1989 por dos exmiembros del grupo Mark I, Fabián Spataro y Richie Siebenberg, junto con el vocalista y bajista Norberto Rodríguez, y disuelta a mediados de los años noventa. 

## Historia
En 1989, tras la salida del baterista Fabián Spataro de Hermética, este decide reunirse con el guitarrista Richie Siebenberg, quién fuese su compañero en la banda Mark I, para armar un nuevo proyecto en el que también se involucró el vocalista y bajista Norberto Rodríguez. 
En 1990 la banda grabó y publicó el demo cassette "La Leyenda del Caminante" que contenía siete temas. 
En 1991 lanzan su primer disco oficial bajo el nombre "El Duelo", este incluía varios temas ya incluidos en el demo "La Leyenda del Caminante", como "Espejismos" y "No Podrás Detenerme", así como la aparición de la versión de Pappo "Sucio y Desprolijo". 
Luego de la salida de este material por el sello Música & Marketing, Siebenberg se desvincula del proyecto y en su lugar entra Hernán López con quienes graban "Una Larga Marcha", en 1994. 
Este disco contiene 12 canciones originales e incluye covers de bandas como Barón Rojo y Manal. 
A finales de 1995 la banda se separa. 
Spataro continuó trabajando con varias bandas así como con Charly Vega, con quien grabó un disco. 
Norberto Rodríguez continuó con Walter Giardino (Rata Blanca) en su proyecto solista: Walter Giardino Temple. 
Siebenberg estaría un tiempo inactivo hasta que participó en una banda llamada 16 Válvulas y posteriormente en una reunión de Mark I, junto con Spataro. 
Hernán López se uniría más adelante junto al grupo  Radio Chango, con quienes grabó un disco. 
Entre 2009 y 2010 Spataro y Rodríguez trabajaron juntos en una banda llamada Verdades.

## Integrantes
- Norberto Rodríguez - Voz, Bajo  (1989 - 1995)
- Fabián Spataro - Batería  (1989 - 1995)
- Richie Siebenberg - Guitarra  (1989 - 1993)
- Hernán López - Guitarra  (1993 - 1995)
- Mariano Frattini Casas (1991 - 1992)

## Discografía
- La Leyenda del Caminante  (1990) - Demo
- El Duelo  (1991)
- Una Larga Marcha  (1994)